# 蕭壠事件
蕭壠事件，發生於1895年5月，因日本某親王（據說是北白川宮能久親王的混成第四旅團，另說是伏見宮貞愛親王）由今嘉義縣布袋口登陸，於今臺南市鹽水區遭暗殺，以長竹桿之端加綁鐮刀從馬上砍下，割傷頭顱，流血過多，無法可醫即死于張厝。由於主帥身亡，全體日軍陷入瘋狂狀況，當時軍隊行經蕭壠（今臺南市佳里區），日軍為了報復，而導致於1895年農曆9月3日蕭壠居民被血腥屠殺，死亡人數據傳達兩千人。有生還者回憶如下，「事後，庄民前來收屍，整整裝十八輛牛車之多，由於死亡人數太多，連棺木都一棺難求。」因此每年農曆九月三日，佳里區家家戶戶都在祭拜因走番仔反而犧牲的祖先。